# Don Barksdale
Donald Argee Barksdale (Oakland, 31 maart 1923 – Oakland, 8 maart 1993) was een Amerikaans basketballer.

## Carrière
Hij won met het Amerikaans basketbalteam de gouden medaille op de Olympische Zomerspelen 1948 en de Pan-Amerikaanse Spelen 1951. Hij was tevens de eerste Afro-Amerikaan in het Olympische basketbalteam en bijgevolg ook de eerste Afro-Amerikaanse Olympisch kampioen in het basketbal.
Barksdale speelde voor het team van UCLA en enkele amateurteams uit Oakland, voordat hij in 1951 zijn NBA-debuut maakte bij de Baltimore Bullets. Hiermee werd hij de derde Afro-Amerikaan in de NBA, na Chuck Cooper en Earl Lloyd. In 1953 werd Barksdale zo ook de eerste Afro-Amerikaan die werd geselecteerd voor een NBA All-Star Game. Na twee seizoenen ging hij spelen voor de Boston Celtics, waar hij na twee seizoenen vroegtijdig moest stoppen wegens een enkelblessure.
Op 8 maart 1993 overleed Barksdale op 69-jarige leeftijd aan de gevolgen van kanker.
In 2007 kwam er een documentaire uit over het leven van Barksdale, genaamd Bounce: The Don Barksdale Story. Na zijn carrière als speler was hij werkzaam bij de radio en begon hij zijn eigen platenlabel. In 2012 werd hij postuum opgenomen in de Basketball Hall of Fame voor zijn bijdrage aan het basketbal.

## Erelijst
- Olympische Spelen: 1948
- Pan-Amerikaanse Spelen: 1951
- NBA All-Star: 1953
- Nummer 11 teruggetrokken door de UCLA Bruins

## Statistieken

### Regulier seizoen
| Seizoen  | Team              | WG  | MPW  | 2P%  | FW%  | RPW | APW | PPW  |
| -------- | ----------------- | --- | ---- | ---- | ---- | --- | --- | ---- |
| 1951/52  | Baltimore Bullets | 62  | 32,5 | 33,8 | 69,1 | 9,7 | 2,2 | 12,6 |
| 1952/53  | Baltimore Bullets | 65  | 35,4 | 38,7 | 64,1 | 9,2 | 2,6 | 13,8 |
| 1953/54  | Boston Celtics    | 63  | 21,6 | 37,6 | 66,2 | 5,5 | 1,9 | 7,3  |
| 1954/55  | Boston Celtics    | 72  | 24,9 | 38,2 | 65,1 | 7,6 | 1,8 | 10,5 |
| Carrière | Carrière          | 262 | 28,5 | 37,0 | 66,0 | 8,0 | 2,1 | 11,0 |
| All Star | All Star          | 1   | 11,0 | 0,0  | 33,3 | 3,0 | 2,0 | 1,0  |

### Play-offs
| Seizoen  | Team           | WG | MPW  | 2P%  | FW%  | RPW | APW | PPW |
| -------- | -------------- | -- | ---- | ---- | ---- | --- | --- | --- |
| 1953/54  | Boston Celtics | 6  | 17,7 | 30,6 | 72,7 | 4,5 | 1,2 | 5,0 |
| 1954/55  | Boston Celtics | 7  | 17,4 | 45,0 | 85,7 | 5,0 | 1,4 | 7,7 |
| Carrière | Carrière       | 13 | 17,5 | 38,2 | 81,3 | 4,8 | 1,3 | 6,5 |

11 Lew Beck · 
12 Ralph Beard · 
15 Alex Groza · 
23 Cliff Barker · 
24 Ray Lumpp · 
26 Kenny Rollins · 
27 Wallace Jones · 
30 Vince Boryla · 
33 Don Barksdale · 
55 Jesse Renick · 
66 Gordon Carpenter · 
77 Jackie Robinson · 
90 Bob Kurland · 
99 Robert Pitts · 
Coach Bud Browning